# Strategikon
Strategikon (6de eeuw) is een handboek voor de oorlog geschreven door keizer Mauricius I; het is vooral een praktische handleiding, "een vrij bescheiden, elementaire gids," zoals gesteld wordt in de introductie, "voor hen die zichzelf wijden aan het generaalschap." Er is in academische kringen een debat gaande aangaande de ware auteur van het Strategikon. Mauricius kan slechts het initiatief genomen hebben, en misschien zijn broer of een generaal aan zijn hof was de echte schrijver.
Strategikon werd geschreven in een poging tot codificatie van militaire hervormingen veroorzaakt door de soldaat/keizer Mauricius I. Deze hervormingen bleven ruim 500 jaar onveranderd, tot de 11de eeuw.
De tekst bestaat uit 12 hoofdstukken, of "boeken", allemaal behalve één handelend over de organisatie, training en ondersteuning van bereden troepen. Het omvat tevens plannen voor rekrutering van militieleger van boeren, hetgeen de huurlingen zou moeten vervangen. Opmerkelijk en van groot etnografisch belang is het elfde boek met de beschrijvingen van verschillende Byzantijnse vijanden (Franken, Lombarden, Avaren, Turken en Slaven). Strategikon behoort tevens tot de Byzantijnse juridische literatuur, aangezien het ook een lijst van militaire overtredingen en de gepaste veroordelingen bevat.
Strategikon wordt in militaire kringen alom geprezen als de eerste en enige geperfectioneerde theorie van gecombineerde strijdkrachten tot de Tweede Wereldoorlog.